# Listă de filme italiene din 2011
Aceasta este o listă de filme italiene din 2008, jumătate din ele fiind filme de comedie:

## Lista
| 2011                                |                             |                                                                                     |                 |                                                        |
| L'Amore fa Male                     | Mirca Viola                 | Stefania Rocca, Paolo Briguglia, Nicole Grimaudo                                    | Drama           |                                                        |
| Baciato dalla fortuna               | Paolo Costella              | Asia Argento, Giovanna Mezzogiorno, Alessandro Gassman                              | Comedy          |                                                        |
| Ex – Amici come prima!              | Carlo Vanzina               | Alessandro Gassman, Anna Foglietta, Enrico Brignano                                 | Comedy          |                                                        |
| Io sono Li                          | Andrea Segre                | Zhao Tao, Rade Sherbedgia, Marco Paolini                                            | Drama           | Venice Days at 68th Venice International Film Festival |
| Lezioni di Cioccolato 2             | Alessio Maria Federici      | Luca Argentero, Violante Placido, Barbara Mantini                                   | Comedy          | Sequel to Lezioni di Cioccolato                        |
| Maternity Blues                     | Fabrizio Cattani            | Andrea Osvart, Monica Birladeanu                                                    | Drama           |                                                        |
| Matrimonio a Parigi                 | Claudio Risi                | Massimo Boldi, Biagio Izzo, Anna Maria Barbera                                      | Comedy          |                                                        |
| La peggior settimana della mia vita | Alessandro Genovesi         | Fabio De Luigi, Cristiana Capotondi                                                 | Comedy          |                                                        |
| I Soliti Idioti                     | Enrico Lando                | Francesco Mandelli, Fabrizio Biggio, Madalina Ghenea                                | Comedy          |                                                        |
| Il Villaggio di Cartone             | Ermanno Olmi                | Joe R. Lansdale, Rutger Hauer, Massimo De Francovich                                | Comedy          |                                                        |
| What a Beautiful Day                | Gennaro Nunziante           | Checco Zalone, Isabelle Adriania, Nabiha Akkari                                     | Comedy          |                                                        |
| We Have a Pope                      | Nanni Moretti               | Michel Piccoli, Nanni Moretti                                                       | Comedy          | showed In Competition at the 2011 Cannes Film Festival |
| This Must Be the Place              | Paolo Sorrentino            | Sean Penn, Frances McDormand                                                        | Drama           | Showed in competition at the 2011 Cannes Film Festival |
| La kryptonite nella borsa           | Ivan Cotroneo               | Valeria Golino, Luca Zingaretti                                                     | Comedy          |                                                        |
| Terraferma                          | Emanuele Crialese           | Donatella Finocchiaro, Giuseppe Fiorello                                            | Drama           |                                                        |
| Nessuno mi può giudicare            | Massimiliano Bruno          | Paola Cortellesi, Raoul Bova                                                        | Comedy          |                                                        |
| Il paese delle spose infelici       | Pippo Mezzapesa             | Aylin Prandi                                                                        | Drama           |                                                        |
| The Last Man on Earth               | Gian Alfonso Pacinotti      | Gabriele Spinelli, Roberto Herlitzka                                                | Science fiction |                                                        |
| Manuale d'amore 3                   | Giovanni Veronesi           | Carlo Verdone, Robert De Niro, Monica Bellucci, Riccardo Scamarcio, Michele Placido | Comedy          | Sequel to Manuale d'amore                              |
| Eaters                              | Luca Boni and Marco Ristori |                                                                                     | Horror          |                                                        |
| Qualunquemente                      | Giulio Manfredonia          | Antonio Albanese                                                                    | Comedy          |                                                        |
| Questo mondo è per te               | Francesco Falaschi          | Paolo Sassanelli, Cecilia Dazzi                                                     | Comedy          |                                                        |
| Immaturi                            | Paolo Genovese              | Raoul Bova, Barbora Bobulova                                                        | Comedy          |                                                        |
| Scialla! (Stai sereno)              | Francesco Bruni             | Fabrizio Bentivoglio, Barbora Bobulova                                              | Comedy          |                                                        |